# Nozomi Osako
Nozomi Osako (大迫 希 Osako Nozomi?, nacido el 27 de noviembre de 1990 en Kagoshima) es un futbolista japonés que se desempeña como centrocampista.

## Trayectoria

### Clubes
| Club            | País  | Año         |
| --------------- | ----- | ----------- |
| Roasso Kumamoto | Japón | 2009 - 2014 |
| Verspah Oita    | Japón | 2015        |
| Fujieda MYFC    | Japón | 2016 -      |

## Estadística de carrera

### J. League
| Club            | Año   | J. League | J. League | Copa J. League | Copa J. League | Total | Total |
| Club            | Año   | Part.     | Goles     | Part.          | Goles          | Part. | Goles |
| --------------- | ----- | --------- | --------- | -------------- | -------------- | ----- | ----- |
| Roasso Kumamoto | 2009  | 5         | 0         | -              | -              | 5     | 0     |
| Roasso Kumamoto | 2010  | 4         | 0         | -              | -              | 4     | 0     |
| Roasso Kumamoto | 2011  | 28        | 5         | -              | -              | 28    | 5     |
| Roasso Kumamoto | 2012  | 24        | 3         | -              | -              | 24    | 3     |
| Roasso Kumamoto | 2013  | 17        | 3         | -              | -              | 17    | 3     |
| Roasso Kumamoto | 2014  | 9         | 0         | -              | -              | 9     | 0     |
| Fujieda MYFC    | 2016  | 26        | 2         | -              | -              | 26    | 2     |
| Fujieda MYFC    | 2017  | 25        | 3         | -              | -              | 25    | 3     |
| Total           | Total | 138       | 16        | 0              | 0              | 138   | 16    |